# کلاودیو اسکارکیلی
کلاودیو اسکارکیلی (ایتالیایی: Claudio Scarchilli؛ ‏ ۱۰ فوریهٔ ۱۹۲۴ – ۲۵ ژوئیهٔ ۱۹۹۲) بازیگر اهل ایتالیا بود.
از فیلم‌هایی که وی در آن نقش داشته‌است، می‌توان به خوب، بد، زشت، مسالینا، پونتیوس پیلاطس، گلادیاتور رم، جانگو حرام‌زاده و روزی روزگاری در غرب اشاره کرد.